# Polyzosteria australica
Polyzosteria australica är en kackerlacksart som först beskrevs av Brancsik 1895.  Polyzosteria australica ingår i släktet Polyzosteria och familjen storkackerlackor. Inga underarter finns listade i Catalogue of Life.